# Antonio Pedro Sancho Dávila y Osorio
Antonio Pedro Sancho Álvarez Osorio y Gómez Dávila (o Dávila y Osorio u Ossorio, su nombre se registra con muchas variantes), marqués de Astorga, (c. 1615-Madrid, 27 de febrero de 1689 fue un noble, militar y hombre de estado español.

## Familia
Hijo primogénito del III marqués de Velada, Antonio Sancho Dávila y Toledo Colonna, militar y hombre de estado al servicio de Felipe IV, y de Constanza Osorio, hija del marqués de Astorga Pedro Álvarez Osorio. 
Casó en primeras nupcias con Juana María de Velasco y Osorio, marquesa de Salinas de Río Pisuerga; en segundas con Ana María de Guzmán y Silva, condesa de Saltés; en terceras con María Pimentel, hija de los condes-duques de Benavente; no tuvo sucesión, por lo que sus títulos nobiliarios pasaron a su hermana Ana, única superviviente de los hermanos en el momento de su muerte.

## Títulos y cargos
Fue X marqués de Astorga, IV de Velada y III de San Román, IX conde de Trastámara y XI de Santa Marta, señor de la Casa de Villalobos y dos veces grande de España.
A lo largo de su vida fue gentilhombre de la cámara de Felipe IV y Carlos II, capitán del ejército español durante la sublevación de Cataluña, gobernador de las plazas norteafricanas de Orán y Mazalquivir, virrey de Valencia, embajador de España en Roma, virrey de Nápoles, consejero de Estado y mayordomo mayor de la reina María Luisa de Orleáns.
| Predecesor: Antonio Sancho Dávila de Toledo y Colonna         | Marqués de Velada, Marqués de San Román      | Sucesor: Ana Dávila y Osorio                            |
| Predecesor: Pedro Álvarez Osorio                              | Marqués de Astorga, Conde de Trastamara      | Sucesor: Ana Dávila y Osorio                            |
| Predecesor: Antonio de Zúñiga y de la Cueva                   | Gobernador de Orán y Mazalquivir 1652 - 1660 | Sucesor: Gaspar Felipe de Guzmán y Mejía                |
| Predecesor: Basilio de Castelví y Ponce                       | Virrey de Valencia 1664 - 1666               | Sucesor: Gaspar Felipe de Guzmán y Mejía                |
| Predecesor: Fadrique de Toledo Osorio, marqués de Villafranca | Virrey de Nápoles 1672 - 1675                | Sucesor: Fernando Joaquín Fajardo, marqués de los Vélez |